# Jochen Gleditsch
Jochen M. Gleditsch (* 11. Mai 1928; † 14. Juni 2023) war ein deutscher Zahnarzt und Arzt für Hals-Nasen-Ohrenheilkunde.

## Leben und Wirken
Gleditsch erhielt 1950 die Approbation als Zahnarzt, die Approbation als Arzt folgte im Jahr 1954. Mit einem kieferchirurgischen Thema wurde er zum Dr. med. promoviert. Von 1955 bis 1957 war er als Distriktszahnarzt und Leiter einer Poliklinik in Schweden tätig. Von 1958 bis 1962 praktizierte er als Zahnarzt in Berlin. Von 1962 bis 1966 erfolgte seine Ausbildung zum HNO-Arzt an der Freien Universität Berlin. 1967 ließ er sich als HNO-Arzt mit Belegarzttätigkeit in Wiesbaden und von 1970 bis 1992 in München nieder.
1990 erhielt er einen Lehrauftrag für Akupunktur an der Universität München.
2004 wurde ihm die Ewald-Harndt-Medaille der Zahnärztekammer Berlin verliehen.
Gleditsch war Ehrenpräsident der Deutschen Ärztegesellschaft für Akupunktur (DÄGfA), Ehrenprofessor der Foujhian-Universität China und Autor zahlreicher Bücher zum Thema Mundakupunktur und MikroAkuPunktSysteme (MAPS).

## Medizinische Schwerpunkte
Die medizinischen Schwerpunkte von Jochen Gleditsch lagen im Bereich der Schmerztherapie mittels unkonventioneller Methoden wie Neuraltherapie, traditionelle Akupunktur, somatotopische Reflextherapie. Er war Mitbegründer der Mundakupunktur, des Lymphbelts und der Very-Point-Technik und forschte zur Akupunkturtherapie der Craniomandibulären Dysfunktion (CMD).

## Publikationen (Auswahl)
- mit Dominik Irnich, Nicolas Behrens et al.: Klinische Studie zum Nachweis von Soforteffekten verschiedener Akupunkturformen auf Schmerzen und Beweglichkeit der Halswirbelsäule. Schmerzambulanz LMU München, München 1996.
- Akupunktur in der HNO-Heilkunde. 2. durchgesehene Auflage. Hippokrates Verlag, Stuttgart 1999, ISBN 978-3-7773-1236-1.
- MAPS MikroAkuPunktSysteme. Grundlagen und Praxis der somatotpischen Therapie. Hippokrates Verlag, Stuttgart 2002, ISBN 978-3-8304-5253-9.
- Reflexzonen und Somatotopien. Vom Mikrosystem zu einer Gesamtschau des Menschen. 9. Auflage, Urban und Fischer, München/Jena 2005, ISBN 978-3-437-55381-3.
- Mundakupunktur. Ein Schlüssel zum Verständnis regulativer Funktionssysteme. 8. Auflage, Urban und Fischer, München/Jena 2004, ISBN 978-3-437-55291-5.
- Selbstfindung durch Wandlung. I-Ging – Code des Lebens. Kiener Verlag, München 2014, ISBN 978-3-943324-20-4